# 番の州高架橋
番の州高架橋（ばんのすこうかきょう）は、瀬戸大橋海峡部最南端の橋。南備讃瀬戸大橋と繋がり、四国側陸上部分へと続く約3kmの高架橋である。『大橋』とは付いていないが、全長は一番長い。

## 特徴
- 3径間のトラス橋で、上部は瀬戸中央自動車道で、下部は本四備讃線（瀬戸大橋線）が通る、ダブルデッキ方式。
- 平面的に曲線区間となる為、主構中間支点上で折れ曲がっている。
- 支間長が長い為、曲弦ワーレントラスになっている。

## データ
- 着工：1980年（昭和55年）
- 竣工：1985年（昭和60年）
- 全長：2,939m
- 上部：瀬戸中央自動車道
- 下部：本四備讃線（瀬戸大橋線）

## 隣接する橋梁・トンネル
南備讃瀬戸大橋 - 番の州高架橋 - （四国）

## ギャラリー

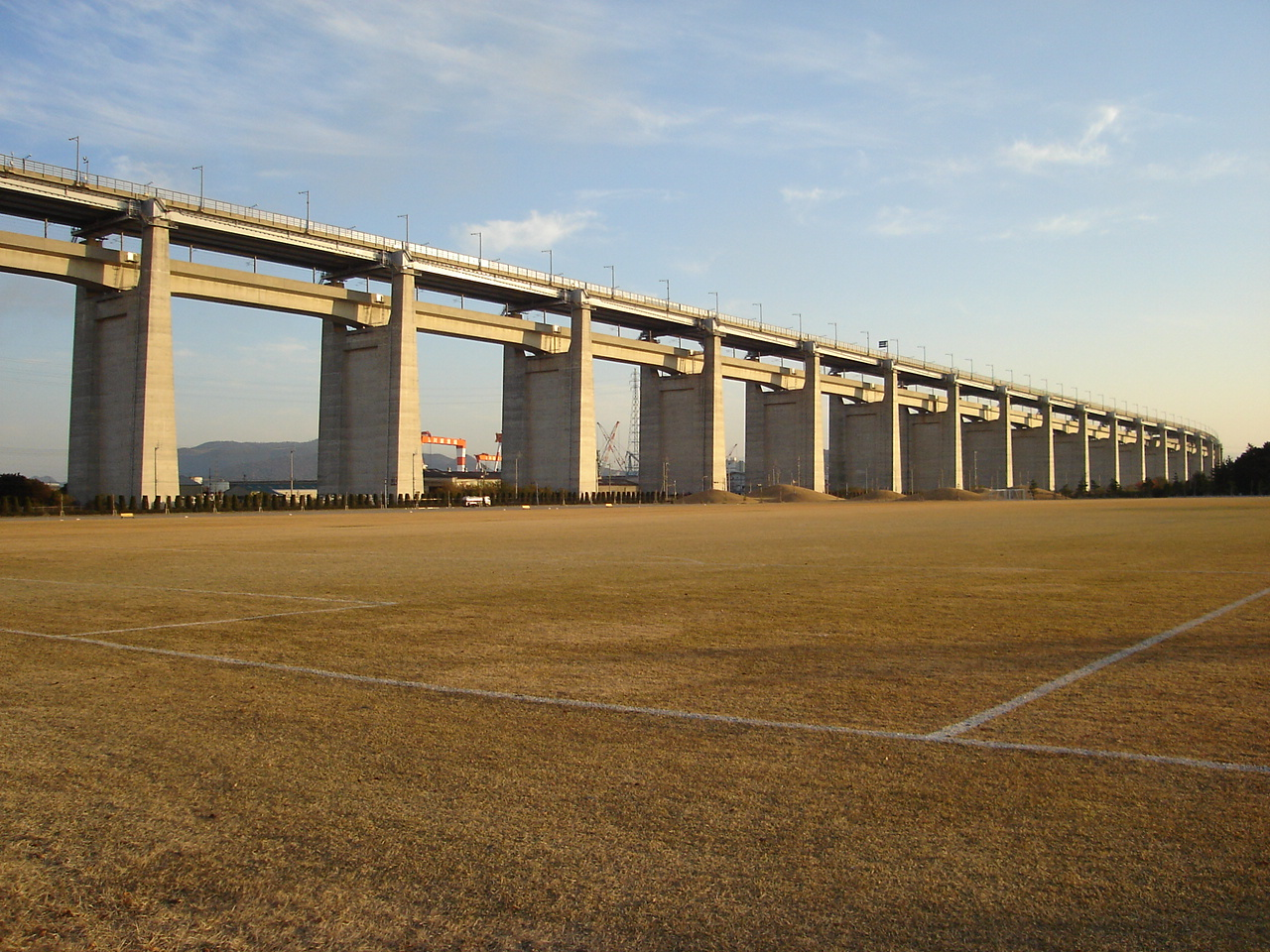
高架橋の側面
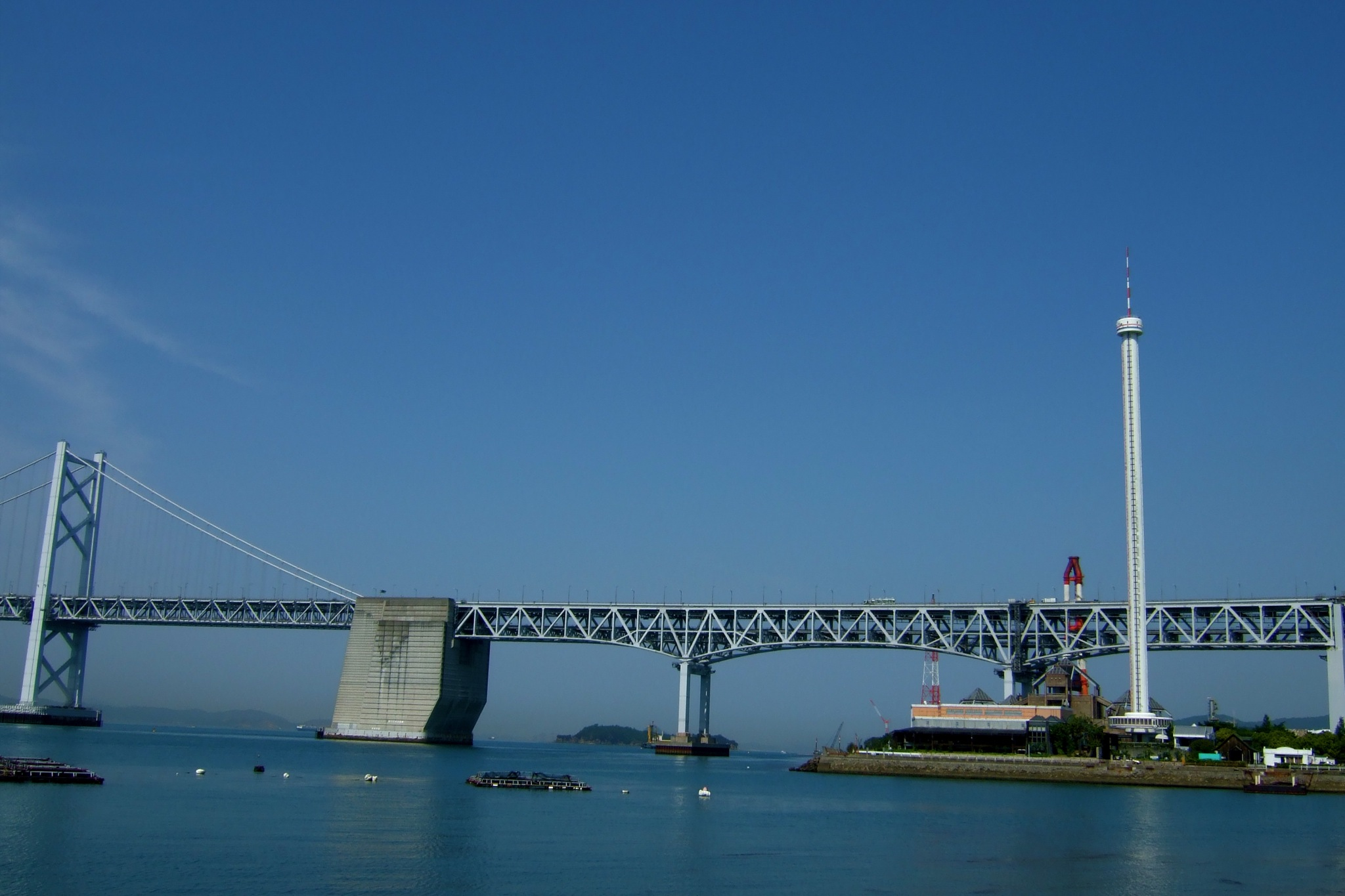
高架橋の海峡部
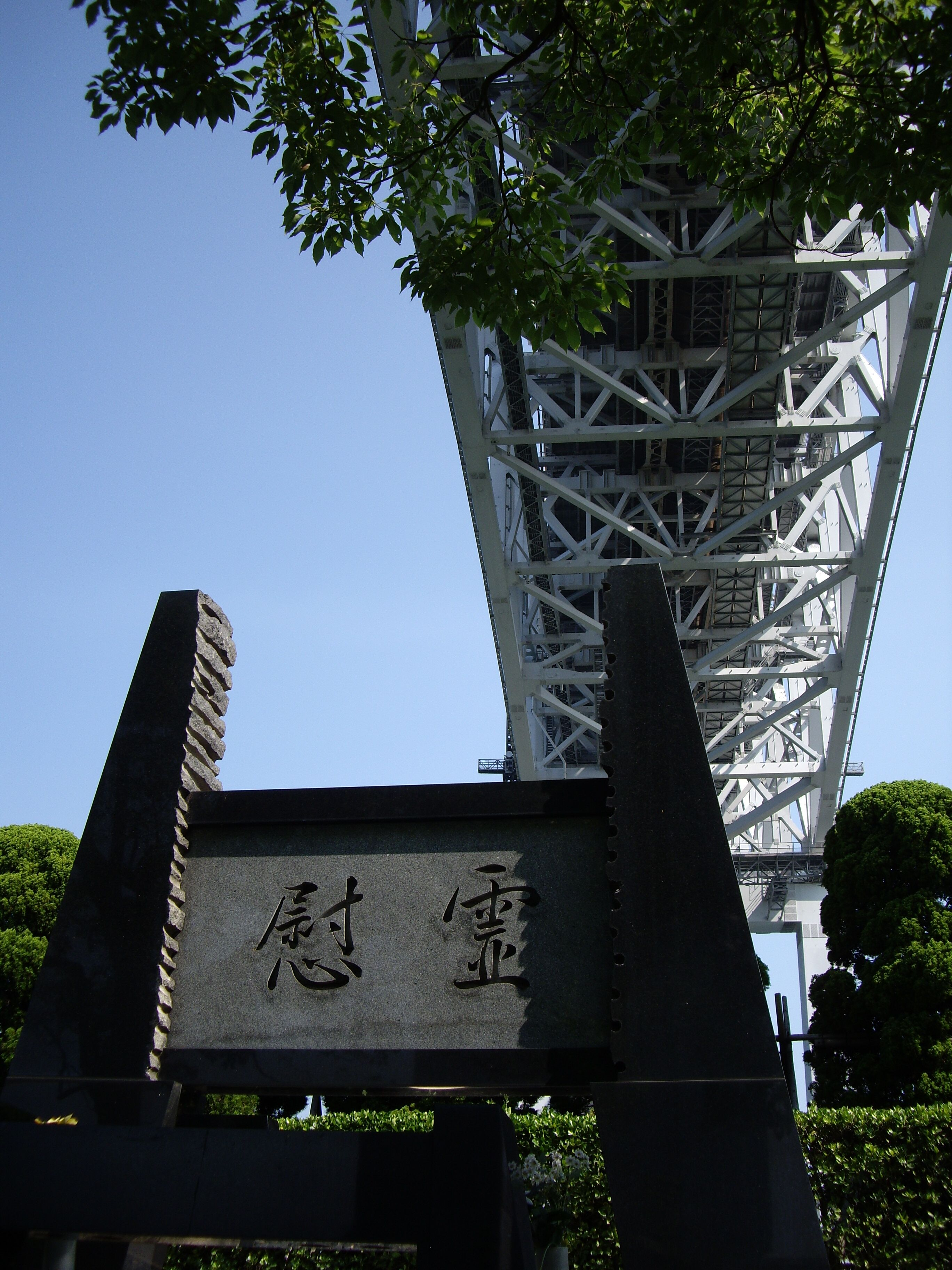
海峡部近くの高架橋下にある作業関係者の慰霊碑